# III. García navarrai király
III. García Sánchez (Kingdom of Pamplona, 919 –‎ Navarra, 970. február 22.) a Pamplonai Királyság (a 12. század közepétől Navarrai Királyság) második, a Ximena-házból (egyes források írásmódja szerint a Jimena-házból, avagy Jiménez-házból) származó királya (931–970). Apja I. Sancho Garcés (865 körül–925) pamplonai király (905–925) volt. 931-ben lépett a trónra, miután elhunyt nagybátyja, a 925-től 931-ig uralkodott Jimeno Garcés. A források túlnyomó többsége I. Garcíának nevezi, mert nem tekintik királynak az Arista-Iñiga ház García nevű királyait: sem a 851-től régens, majd 860-tól 870-ig uralkodott García Íñiguezt (I. Garcíát), sem a 860-tól 882-ig uralkodott García Jiménezt (II. Garcíát).

## Trónra jutása
III. García nagykorúságáig (934) ténylegesen édesanyja, Toda Aznárez (876?–958) régensnő kormányzott. III. García a trónt rokonának, az Omajjád-dinasztiából származó III. Abd Al-Rahmánnak (891–961), a Córdobai Emirátus, majd Kalifátus nagyhatalmú uralkodójának (emír: 912-től 929-ig, kalifa: 929-től 961-ig) köszönhette. III. Abd Al-Rahmán beavatkozott a királyság életébe, amikor - Jimeno Garcés halála után – III. Garcíát támogatta egy trónkövetelő nagybátyjával szemben. (Toda Aznarez édesanyja (III. García nagyanyja), Onneca (?–?), a 882-től 905-ig uralkodott I. Fortún Garcés lányának az első férje, Abd Allah (844–912) córdobai emír (888–912), III. Abd Al-Rahmán nagyapja volt.)

## Uralkodása
Mindezek ellenére III. García hosszú uralkodása alatt gyakran belekeveredett a mórok elleni harcokba, bár közben beavatkozott a Leóni Királyság belviszályaiba is. Utóbbira az szolgáltatott ürügyet, hogy III. García testvére, Urraca (?–956) volt a Kantábriai-házból származó II. Ramiro (898?–951) leóni király (931–951) második felesége és I. (Kövér) Sancho (932–966) leóni király (956–958, 959/960–966) édesanyja. III. García ugyancsak Urraca (?–1041) nevű lányának első férje pedig a Lara-házból származó Fernán González (910?–970), Kasztília grófja (930–970) volt.
III. Garcia második felesége, Teréz (928–?) II. Ramiro leóni király lánya volt; a királyság növelése szempontjából azonban fontosabb volt az első házassága. Először ugyanis a Galindez-házból származó II. Galindo Aznarez, Aragónia grófjának (893–922) lányát, Andregoto Galindezt (?–972) vette feleségül, márpedig ő volt a grófság örököse; 922-től 943-ig Aragónia grófnője. 943-ban a király eltaszította magától első feleségét, az aragóniai grófság azonban a Pamplonai Királyság uralma alatt maradt. III. García és Andregoto fia, Sancho (935–994) I. Sancho néven Aragónia grófja lett (943–994), noha haláláig, 970-ig ténylegesen III. García uralkodott a grófságban is (II. García néven). Sancho ezután II. Sancho Garcés néven a Pamplonai Királyság trónján is követte apját.